# 1회용 교통카드
1회용 교통카드는 한번 밖에 쓰지 못하는 교통카드이다.

## 대한민국의 1회용 교통카드
1회용 교통카드는 한국철도공사, 서울교통공사, 서울시메트로9호선, 인천국제공항철도, 인천교통공사, 의정부경전철, 우이신설경전철, 신분당선, 신림선 에서 사용하는 수도권 전철 전용 승차권이다. T-money 카드를 제작하는 한국스마트카드가 기존 종이승차권의 발행 비용 및 환경문제를 덜기 위해, 그리고 역무 자동화 효율증대를 위해서 만들었다.

### 1회용 교통카드 발급 방법
1. 각 역에 있는 1회용 발매,교통카드 충전기를 통해 모니터에서 도착역을 선택한다. 도착역을 선택하는 방법은 역명을 가나다순으로 찾는 것과, 노선도에서 역을 선택하는 두 가지 방법이 있다. 1회용 교통카드를 발매하려면 운임과 보증금 500원을 함께 투입한다. 1회용 교통카드가 발매되면 1회용발매,교통카드올려놓는곳에서 카드를 받는다.
2. 개집표기의 교통카드 접촉구(T-money)에 1회용 교통카드를 접촉한다. 교통카드 접촉구에는 1회용 교통카드 한 장만 접촉한다.
3. 도착역에 있는 개집표기에 다시 1회용 교통카드를 접촉하고, 보증금 환급기에 1회용 교통카드를 투입하여 500원을 환급받는다.

### 이용안내
1. 지하철/전철/인천국제공항철도 에서만 사용할 수 있다.(버스에서 사용할 수 없다.)
2. 카드를 분실하거나 고객의 부주의로 파손한 카드의 보증금은 반환하지 않는다.
3. 카드를 사용하지 않은 경우 그 운임은 발행일로부터 45일 이내에 한해 반환한다. (카드를 판독할 수 있는 경우에는 예외로 한다.)
4. 우대용 사용 고객은 발매 당일 발매역에서만 승차 할수 있으며, 직원의 요청이 있을 경우 신분증을 제시하여야 한다.
5. 우대용 또는 할인카드를 사용할 자격이 없는 사람이 사용한 경우 해당 이용구간의 어른운임과 그 30배의 부가금을 받는다.(신분증을 제시하지 않는 경우에도 동일하게 적용한다.)